# 2MASS J154043.42−510135.7
2MASS J154043.42−510135.7 (2M1540) es una estrella enana roja de tipo espectral M7, ubicada en la constelación Norma a aproximadamente 17 años luz de la Tierra, descubierta en el 2014. Es la enana M7 más cercana conocida.

## Descubrimiento
En el año 2014 anunciaron su descubrimiento independientemente Kirkpatrick et al y Pérez Garrido et al.
Kirkpatrick y sus colegas encontraron unos pocos miles de objetos nuevos de alto movimiento propio bajo el programa de estudio de imágenes AllWISE, capturadas por el Explorador de Infrarrojos de Campo Amplio (WISE por sus siglas en inglés). Entre estos objetos  de alto movimiento propio se encontraba 2M1540. El equipo la denominó como WISEA J154045.67-510139.3 y le asignaron el tipo espectral M6.
Pérez Garrido y su equipo estaban buscando fuentes de alto movimiento propio en la búsqueda cruzada entre 2MASS y WISE. La denominaron  2MASS J154043.42−510135.7 (2M1540) y la clasificaron como una enana M7,0 ± 0,5.
Dado que la distancia trigonométrica de 2M1540 coincidía con sus distancias espectrofotométricas, calculadas para un único objeto, se concluyó que no es un objeto binario de masas iguales.